# Seelen (Film)
Seelen (Originaltitel The Host) ist ein US-amerikanischer Science-Fiction-Film aus dem Jahr 2013. Der Regisseur Andrew Niccol produzierte den Film in Zusammenarbeit mit der US-Filmgesellschaft Metropolitan Filmexport und Open Road Films. Er basiert auf dem gleichnamigen Roman von Stephenie Meyer. Der Film lief in Deutschland am 6. Juni 2013 und am 29. März 2013 in den US-amerikanischen Kinos an.

## Handlung
Die Handlung spielt in einer fiktiven Zukunft der Erde. Aliens, die von den Menschen Seelen genannt werden, haben die Erde bevölkert und dort ein neues System aufgebaut. Die Seelen benutzen die Menschen als Wirt und übernehmen dabei die vollständige Kontrolle über deren Körper und Erinnerungen. Nahezu alle Menschen beherbergen inzwischen Seelen. Stirbt ein besetzter menschlicher Körper, wird die Seele von sogenannten Heilern entnommen und entweder einem neuen Körper implantiert oder mit Hilfe einer Art Transportbox zu einem der anderen von ihnen besetzten Planeten gesandt.
Die wenigen noch freien Menschen verstecken sich in Wäldern, Höhlen und Wüsten. Die 19-jährige Melanie Stryder ist eine der letzten Menschen und eine Rebellin, sie verliebt sich auf der Flucht in Jared. Zusammen mit ihrem kleinen Bruder und Jared ist sie unterwegs, wird aber von einer Gruppe Sucher gestellt und nach einem Sprung aus einem Fenster ins Krankenhaus gebracht. Dort wird ihr eine Seele namens Wanderer eingesetzt. Während in den meisten Fällen das alte Ich des Wirtskörpers sehr bald ausgelöscht wird, wehrt sich Melanie gegen den Eindringling und bleibt so in ihrem Körper weiterhin bestehen. Fortan debattieren zwei widerstreitende Stimmen in ihrem Körper, die abwechselnd die Oberhand über ihr physisches Handeln gewinnen. Wanderer wird überwältigt von Melanies Erinnerungen und Gefühlen. Melanie ist nicht bereit, Wanderer ihren Körper kampflos zu überlassen. Die Sucherin, die Melanie gefasst hat, will Wanderer in einen anderen Körper überführen, um dann selbst Melanies Ich auszulöschen, das sich durch einen Angriff auf die Sucherin offenbart hatte. Wanderer flieht und wird von Melanie zum Versteck der letzten verbliebenen Menschen geführt. Nach anfänglicher Skepsis freunden sich die Menschen allmählich zaghaft mit Wanderer an, deren Name unterdessen in Wanda abgewandelt wird; der junge Ian und Wanda verlieben sich. Melanie liebt Jared noch immer, es gelingt ihr jedoch nicht, sich gegen Wanda durchzusetzen.
Die Sucherin macht sich nach der Flucht von Wanda verbissen auf die Suche nach ihr. Bei Ausflügen zur Nahrungsmittel- und Medikamentenbeschaffung werden zwei Menschen von Suchern verfolgt und begehen durch einen Frontalcrash mit ihrem Fahrzeug Suizid, bevor sie übernommen werden können. Bei Experimenten der Menschen, die Seelen wieder von den Menschen zu trennen, werden mehrere Seelen und deren Wirte getötet. Wanda wird Zeugin dieser fehlgeschlagenen Versuche der Menschen, doch nach ihrem anfänglichen Entsetzen über die Ermordung ihrer Artgenossen zeigt sie den Menschen, wie sie die Seelen erfolgreich aus dem jeweiligen Wirt entfernen können, ohne einen der beiden zu töten. In diesem Verlauf gelingt es den Menschen, die Sucherin zu fangen, die Wanda verfolgt, deren Seele zu entnehmen und diese zu einem anderen besetzten Planeten zu schicken. Wanda will sich in schwesterlicher Liebe nun selbst opfern, um Melanie auf diese Weise ihren Körper und das Leben mit Jared und Jamie zurückzugeben. Anstatt jedoch Wandas Bitte zu folgen und sie in ihrem Liebeskummer sterben zu lassen, setzen die Menschen sie nach etwa einem Monat in den Körper einer jungen Frau ein, der nach der Trennung von der ihn besetzenden Seele ansonsten verstorben wäre, und retten somit im Gegenzug ihre Freundin Wanda.
Einige Monate darauf geraten Jared, Melanie, Ian und Wanda in eine nächtliche Kontrolle und werden scheinbar von Suchern gefasst. Diese stellen fest, dass Wanda mit den Menschen kooperiert, jedoch handelt es sich nicht um Sucher, sondern um eine weitere Gruppe von Menschen, und es stellt sich heraus, dass es weitere Seelen gibt, die sich mit den Menschen verbündet haben.

## Produktion
Die Produzenten Nick Wechsler, Steve Schwartz und Paula Mae Schwartz erwarben die Filmrechte an dem Buch im September 2009. Daraufhin wurde Andrew Niccol als Drehbuchautor und Regisseur engagiert. Im Februar 2011 sollte Susanna White Niccol als Regisseur ersetzen, jedoch kehrte Niccol im Mai 2011 zum Projekt zurück. Ebenfalls im Mai 2011 wurde Saoirse Ronan für die Hauptrolle der Melanie Stryder gecastet. Ronan stach dabei Dianna Agron aus, die ebenfalls Interesse an der Rolle hatte.
Im November 2011 wurden die männlichen Hauptrollen an Max Irons und Jake Abel vergeben. Vor allem die Rolle von Max Irons war sehr begehrt. So haben sich neben ihm noch Shiloh Fernandez, Liam Hemsworth, Kit Harington, Jai Courtney und Wilson Bethel für die Rolle des Jared Howe beworben.
Anfang 2012 wurde Diane Kruger für die Rolle der Sucherin verpflichtet, die schon Eva Green und Claire Danes angeboten wurde. Die Dreharbeiten fanden im Februar und März 2012 in Louisiana und New Mexico statt.
Emily Browning war zum Zeitpunkt der Dreharbeiten mit Max Irons liiert, welcher im Film Jared Howe spielt. Sie ist in einigen wenigen Szenen am Ende des Films als Pet/Wanderer zu sehen, wird aber im Abspann nicht genannt.

## Veröffentlichung
Am 22. März 2012 wurde der erste Trailer zu Seelen veröffentlicht. Die Premiere fand am 19. März 2013 in Los Angeles statt. Der Film läuft seit dem 29. März 2013 in den US-amerikanischen Kinos. Am 25. April 2013 sollte der Film in den deutschen Kinos anlaufen.

## Deutsche Synchronfassung
Die deutsche Synchronbearbeitung entstand bei der Cinephon in Berlin. Stefan Hoffman  führte Dialogregie.
| Rolle                    | Darsteller        | Deutscher Sprecher |
| ------------------------ | ----------------- | ------------------ |
| Melanie Stryder/Wanderer | Saoirse Ronan     | Stella Sommerfeld  |
| Jared Howe               | Max Irons         | Patrick Roche      |
| Ian O’Shea               | Jake Abel         | Tim Knauer         |
| Jeb Stryder              | William Hurt      | Reinhard Kuhnert   |
| Die Sucherin             | Diane Kruger      | Stephanie Kellner  |
| Doc                      | Scott Lawrence    | Wolfgang Wagner    |
| Maggie Stryder           | Frances Fisher    | Karin Buchholz     |
| Pet/Wanderer             | Emily Browning    | Kathrin Neusser    |
| Kyle                     | Boyd Holbrook     | Roman Wolko        |
| Sucher Reed              | Stephen Rider     | Nico Mamone        |
| Brandt                   | Mustafa Harris    | Simon Derksen      |
| Heiler Fonds             | Marcus Lyle Brown | Stephan Hoffmann   |

## Rezeption

### Kritiken
„Andrew Niccol, der bereits in "Gattaca" eindrücklich eine Zukunftswelt zeichnete, adaptiert hier einen Science-Fiction-Roman der mit der "Twilight"-Saga überaus erfolgreichen Autorin Stephenie Meyers. Sie demonstriert auch bei dieser Romanze ihren Sinn für die Befindlichkeiten von Teenagern. Mit Saoirse Ronan ("Wer ist Hanna?") und Diane Kruger als Rivalinnen und Jeremy Irons talentierten Sohn Max als Love Interest beider verfügt Niccol auch über eine ansprechende Besetzung.“

„Die Mormonin Stephenie Meyer kann sich eine Widerstandszelle gegen eine totalitäre Bedrohung offensichtlich nur vorstellen als verkitschte christliche Urgemeinde, versteckt in Höhlen, geführt von einem bärtigen strengen Patriarchen. […] So wie in der Twilight-Serie die merkwürdige Propaganda für Keuschheit unangenehm auffiel, so hat man auch in Seelen ständig den Eindruck, den sehr spezifischen Vorlieben einer Autorin folgen zu müssen, die über ein komplett geschlossenes Weltbild verfügt.“

„Der Zuschauer darf sich hier auf einige schizophrene Gespräche und Machtkämpfe freuen - die leider auch wieder weniger spektakulär als langweilig und verstörend anmuten. … Das liegt unter anderem an Saoirse Ronan, die in die Fußstapfen von Kristen Stewart tritt: Ein nettes Mädchen, das vielleicht nicht ganz so depressiv dreinschaut wie Bella in Twilight und zudem in der Lage ist, ihren Mund zu schließen, aber auch die gefühlte Langeweile im Blick und in den Knochen trägt. … Melanie ödet sich durch die Szenerie, als hätte man ihr nicht eine Seele hinzugefügt, sondern beide ausgepumpt und sie daraufhin als leere Hülse in der Wüste zurückgelassen. … Stephanie Meyer bleibt sich treu: blutleerer und seelenloser Romantik-Kitsch, der Twilight in puncto Langeweile weit übertrifft.“

### Einspielergebnis
Bei Produktionskosten von 40 Millionen US-Dollar spielte der Film in den USA, am Eröffnungstag,  5,2 Millionen US-Dollar ein, und nach dem ersten Wochenende waren es 11 Millionen US-Dollar. Bis Ende Mai wurden weltweit 63,3 Millionen Dollar eingespielt, davon 26,6 Millionen in den USA und 36,7 Millionen im Rest der Welt.